# یوهی افسونگر
یوهی افسونگر (انگلیسی: Witch Yoo Hee; کره‌ای: 마녀유희) یک مجموعهٔ تلویزیونی محصول کره جنوبی سال ۲۰۰۷ است. این مجموعه ۲۱ مارس تا ۱۰ مه ۲۰۰۷، روزهای چهارشنبه و پنجشنبه ساعت ۲۱:۵۵ (کی‌اس‌تی) از اس‌بی‌اس پخش شد.

## بازیگران

### اصلی
- هان گا این در نقش ما یو هی
  - پارک بو یونگ در نقش جوانی یو هی
- جه هی در نقش چه مو ریونگ
- کیم جونگ هوک در نقش یو جون ها
- جون هه بین در نقش نام سونگ می

### مکمل
- آن سوک هوان در نقش چه بیونگ سو (پدر مو ریونگ)
- سونگ اوک سوک در نقش مادر مو ریونگ
- سونگ دونگ ایل در نقش لیم تیم چانگ
- هوانگ جی هیون در نقش هان سه را (دوست یو هی)
- بیون هی بونگ در نقش ما یون هون (پدر یو هی)
- جو که هیونگ در نقش چه سونگ هوا (برادر مو ریونگ)
- چوی اون جو در نقش دوست‌دختر سونگ هوا
- جنیفر به در نقش آلیسون
- هان یونگ کوانگ
- هان گا این
- بک هیون سو
- لی جونگ یول
- کانگ سان
- بان یا سونگ